# 香川県立多度津水産高等学校
香川県立多度津水産高等学校（かがわけんりつたどつすいさんこうとうがっこう）は、香川県仲多度郡多度津町にあった県立の水産高等学校。通称は「多水（たすい）」。瀬戸内海に面した唯一の水産高校である。2007年4月1日に香川県立多度津工業高等学校と統合して「香川県立多度津高等学校」となり2009年3月31日をもって閉校した。

## 設置学科
海洋技術科、海洋生産科、海洋工学科の3科があり、2年次からは各科とも2つのコースに分れる。3年間修了後の専攻科（2年間）については海洋技術科航海技術コースは漁業科、海洋工学科機関工学コースは機関科に進学することができる。
海洋技術科（定員：30人）
- 海洋技術コース
  - 漁業や船舶運用に必要な知識を学び、船舶技術者を目指す。
- マリンライフコース
  - 操船、潜水、環境などの知識を学び、海洋関連技術者を目指す。

海洋生産科（定員：30人）
- 食品科学コース
  - 食品に関する加工、管理、流通などに関わる技術者を目指す。
- 栽培技術コース
  - つくり育てる栽培漁業や技術者を目指す。

海洋工学科（定員：30人）
- 機関工学コース
  - 船の機関や装置に関する知識を学び、機関技術者を目指す。
- 通信技術コース
  - 通信やパソコンなどの知識を学び、電気通信技術者を目指す。

専攻科
- 漁業科
- 機関科

## 実習
潜水、操船、通信、カッターボート、食品加工、溶接、ボートセーリング、栽培漁業などの実習が行われている。実習船の所有者は香川県。

### 実習船「香川丸」
「香川丸」は1998年6月に建造され、総トン数499トン、長さ58.41m、幅9.3m、航海速力12.5ノットの漁業実習船である。安全性、操縦性、居住環境やコンピューター等の学習環境を備えた最新型として導入され、漁業実習や船舶の運航実習、海洋観測、海洋資源の調査研究の他、体験航海等の多目的航海が可能である。
香川丸を利用した航海技術コース、マリンライフコース、機関工学コースの遠洋実習は70日間の日程で2年次生が専攻科の生徒とともにハワイ沖で遠洋観測やマグロ延縄実習などを行い、途中ハワイに寄港する。その出港時や帰港時にはその様子が地元マスメディアに取り上げられている。
上記コース以外の生徒でも体験航海実習を行っており、最終的には全生徒が乗船することになる。その他、不定期で多度津港や高松港などで一般公開されることがあり、その際には一般人が船内に立ち入ることができる。

### 小型実習船「たどつ」
「たどつ」は2007年3月28日に建造された3代目で、総トン数17トン、長さ17.2m、幅4.3m、航海速力23.4ノットの小型実習船である。2代目に比べ出力・馬力ともに増強し、主に瀬戸内海において船の操縦方法や釣りの実習などで使用される。

## 歴史
1937年（昭和12年）5月1日、高松市新湊町（現・高松市サンポート）に香川県水産講習所が開所。直後の1938年（昭和13年）3月には多度津町東新町へ移転している。その後は改称や統合、分離独立を経て、1964年（昭和39年）6月には現在地へ移転。その後男女共学化や学科の新設廃止などを経たが、2007年（平成19年）度から生徒募集を停止。2009年（平成21年）3月31日を以って閉校し、72年の歴史に幕を閉じた。

### 年表
- 1937年（昭和12年）5月1日 - 香川県水産講習所として創立。
- 1938年（昭和13年）3月 - 仲多度郡多度津町に移転。
- 1943年（昭和18年）3月 - 香川県立水産学校に改称（漁撈科、製造科）。
- 1948年（昭和23年）3月 - 香川県立水産高等学校に改称（漁業科、水産製造科）。
- 1949年（昭和24年）4月1日 - 多度津工高、丸亀商工高（現・丸亀城西高）工業科と統合し、多度津高校水産科となる。
- 1953年（昭和28年）10月 - 分離独立し、多度津水産高となる。
- 1956年（昭和31年）4月1日 - 専攻科設置。
- 1962年（昭和37年）4月1日 - 機関科設置。
- 1964年（昭和39年）
  - 4月1日 - 無線通信科設置。
  - 6月 - 現在地に移転。
- 1974年（昭和49年）4月1日 - 男女共学化。
- 1989年（平成元年）4月1日 - 海洋科、情報通信科設置。
- 1999年（平成11年）4月1日 - 海洋技術科、海洋生産科、海洋工学科設置。
- 2007年（平成19年） - 生徒募集を停止。
- 2009年（平成21年）3月31日 - 閉校。

### 閉校
2007年4月1日、香川県の高等学校再編計画の一環により多度津水産高校は多度津工業高校と統合されて新たに「多度津高校」が開校して生徒募集を停止し、2009年3月31日の3年次生卒業をもって閉校した。閉校時点での3年次生の専攻科進学については併合先の多度津高校専攻科となる。
2009年3月1日に行われた最後の卒業・修了式では残る在校生（本科生68人、専攻科生3人）が卒業したほか、式後の閉校記念式典では校門に建立された閉校記念碑「香川県立多度津水産高等学校之跡」の石碑が除幕された。
旧・多度津水産高校の学科は多度津高校に水産科を設置してその中に海洋技術科と海洋生産科を設置した。統合後の校舎は主として旧・多度津工業高校である本校舎が利用され、一部の実習などは旧・多度津水産高校である多度津高校水産科実習棟で行われている。ただしこちらも将来は本校舎に統合される予定である。
新設された多度津高校には統合した2校の名称が残っていないため、新たに設置された高校というイメージがあるが、カリキュラムや校風、校舎とも旧・多度津工業高校のものを受け継いでおり、事実上は多度津工業への吸収扱いである。

### 卒業生
- 水産講習所：120人
- 水産学校：146人
- 多度津高等学校水産科：135人
- 多度津水産高等学校
  - 全日制：4820人
  - 専攻科：235人

## 取得資格
水産高校として専門教育を主とする学科を有するため多くの資格が取得可能であった。
- 海技免状
- 小型船舶操縦士
- 無線従事者
  - 第二級海上特殊無線技士
  - 第三級陸上特殊無線技士
- 食品衛生管理者
- ボイラー技士
- エンジン技術検定
- 冷凍機械責任者
- 危険物取扱者
- 潜水士
- ガス溶接
- 高圧ガス作業主任者
- 小型フォークリフト
- 玉掛け
- アーク溶接
- 高等学校栽培漁業技術検定
- 高等学校食品技能検定　など

## 進路
進学率は約4割で、本校専攻科のほか多くが各技術系の大学、専門学校に進学している。
就職先はフェリーや造船、食品関係、工場などが多くを占めている。

## 学校行事
- 海の日記念カッターレース
- 香川丸乗船実習
- 全校水泳訓練
- 水校展

## 部活動
運動部
- 卓球部
- サッカー部
- 柔道部
- 弓道部
- 空手道部
- 海洋部
- 少林寺拳法部
- 陸上競技部
- ソフトボール部
- バスケットボール部

文化部
- アマ無線・放送部
- 機械工作部
- アマコン部
- 生物科学部
- 音楽部

## アクセス
最寄り駅はJR多度津駅で徒歩8分。全県学区ということで高松市や観音寺市など香川県ほぼ全土から通学者があるほか、愛媛県や岡山県など県外からも通学者がある。
- JR予讃線・土讃線：多度津駅（徒歩8分）